# Corridoio paneuropeo II
Il corridoio paneuropeo II è una delle dieci vie di comunicazione dell'Europa centro-orientale, relativa ad un collegamento tra la Germania, la Polonia, la Bielorussia e la Russia.
Attraversa le città di Berlino, Poznań, Varsavia, Brėst, Minsk, Smolensk, Mosca, Nižnij Novgorod.